# Altingiaceae
Altingiaceae es una pequeña familia de fanerógamas del Orden Saxifragales, incluyendo solo tres géneros y 18 especies, todos  árboles. En anteriores clasificaciones, eran incluidas en la familia Hamamelidaceae como subfamilia Altingioideae.

## Descripción
Los representantes de la  familia son monoicos, a menudo resiniferos, y generalmente caducifolios, con hojas organizadas espiralmente, usualmente palmati-lobadas con estipulas en la base del peciolo y con inflorescencias en capítulos. Las yemas están enceradas en escamas espatoides y los frutos son cápsulas septicidas o loculicidas

## Taxonomía
La familia fue descrita por  Paul Fedorowitsch Horaninow, y publicado en Osnov. Bot. 271. 1841. El género tipo es: Altingia Noronha.

## Géneros
- Altingia: 11 especies en el sudeste de Asia.
- Liquidambar: cuatro especies; una del este norteamericano hasta América Central, uno en el sudoeste de Asia y dos en Asia oriental.
- Semiliquidambar: tres especies, todas endémicas de China. Es un género considerado de origen híbrido entre por lo menos dos especies de Liquidambar (L. formosana y  L. acalycina),[3] y no es aceptado por el APG.[1]

## Filogenia
Estudios filogénicos moleculares sugieren que existe solo un género, al contrario que los estudios de filogenia morfológica
El hecho que Altingia y Liquidambar hibridan naturalmente apoya la primera hipótesis de un género único.

## Usos
El bálsamo derivado de Liquidambar orientalis Mill. del oeste de Asia, es conocido también como "estórax" y utilizado en medicina como expectorante y germicida.
La madera de Liquidambar styraciflua se emplea para fabricar cajas, cestos y otros artículos, también es apreciada para decorar interiores de habitaciones. De la resina que se extrae se obtiene un bálsamo (llamado "copalme"), utilizado con varios fines en la medicina tradicional, además de tener reputación en algunas actividades ceremoniales, sobre
todo en épocas coloniales. Se cultivan a menudo en las calles y en los jardines de las ciudades.